# Hoplodactylus duvaucelii
Espèce
Synonymes
- Platydactylus duvaucelii Duméril & Bibron, 1836

Statut CITES
Hoplodactylus duvaucelii est une espèce de gecko de la famille des Diplodactylidae.

## Répartition
Cette espèce est endémique de Nouvelle-Zélande. Elle se rencontre dans les îles du Détroit de Cook ainsi que celles au large de la côte est de l'Île du Nord.
On considérait qu'elle avait disparu de l'Île du Nord et de l'Île du Sud du fait de l'introduction en Nouvelle-Zélande de mammifères exogènes, mais la découverte d'un spécimen mâle adulte à Maungatautari dans la région de Waikato en 2010 a remis en cause cette croyance, la précédente observation d'un individu sur l'Île du Nord remontait aux années 1920.

## Description

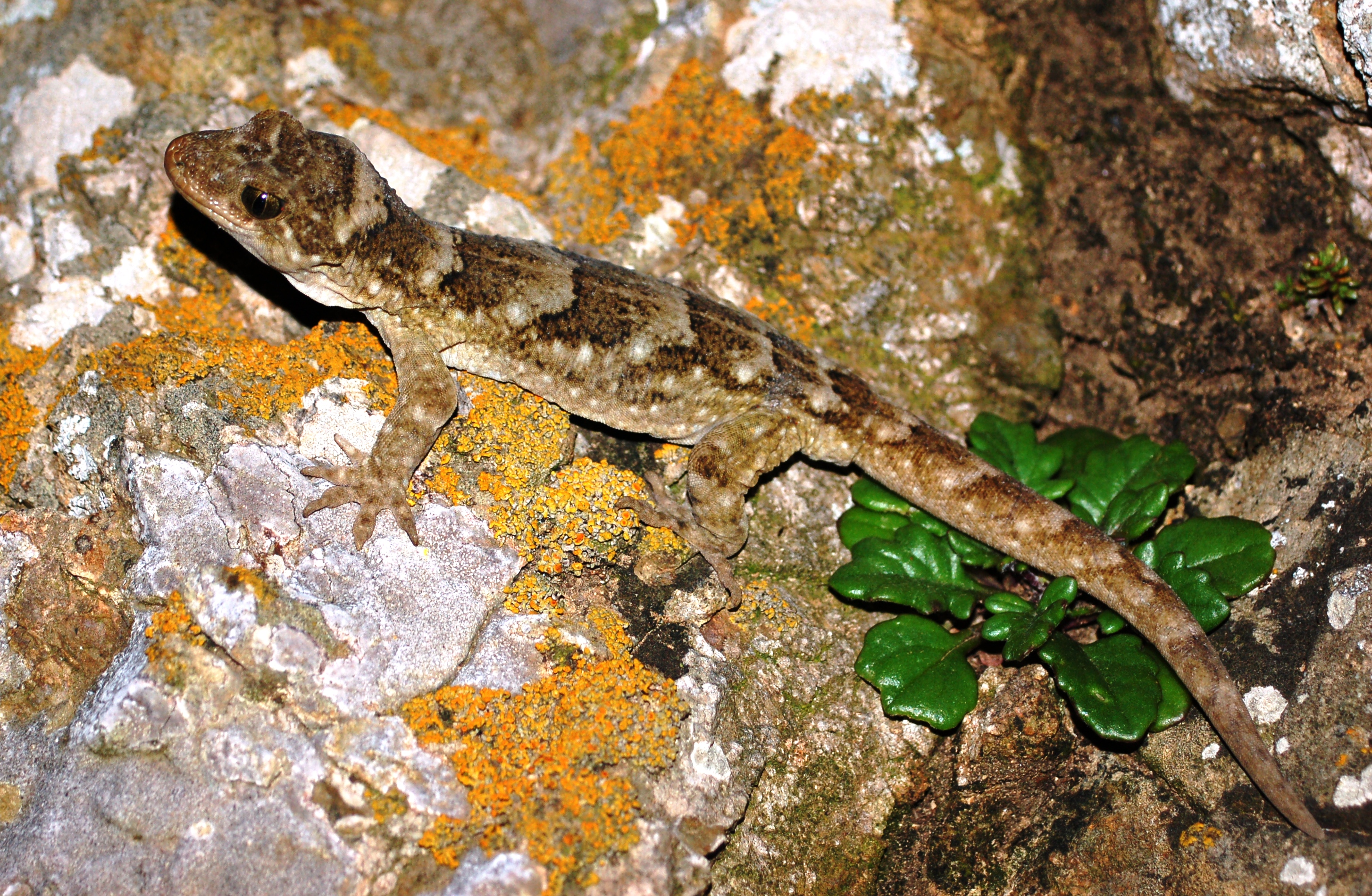
Hoplodactylus duvaucelii

Ce gecko vivipare mesure jusqu'à 160 mm.

## Étymologie
Cette espèce est nommée en l'honneur du naturaliste français Alfred Duvaucel (1793-1824).

## Publication originale
- Duméril & Bibron, 1836 : Erpetologie Générale ou Histoire Naturelle Complete des Reptiles. Librairie Encyclopédique Roret, Paris, vol. 3, p. 1-517 (texte intégral).